# Alma Richards
Alma Wilford Richards (* 20. Februar 1890 in Parowan, Utah; † 3. April 1963 in Long Beach, Kalifornien) war ein US-amerikanischer Leichtathlet.
Er gewann bei den Olympischen Spielen 1912 in Stockholm mit 1,93 Meter die Goldmedaille im Hochsprung vor dem Deutschen Hans Liesche (1,91 Meter) und dem amtierenden Weltmeister George Horine (1,89 Meter), der erst wenige Wochen vor den Olympischen Spielen mit einem neuen Stil, der als Western-Roller in die Sportgeschichte eingegangen ist, als erster Mensch die Höhe von zwei Metern übersprungen hatte. Richards war der erste Einwohner des Bundesstaates Utah, der Olympiasieger wurde.

## Weblinks

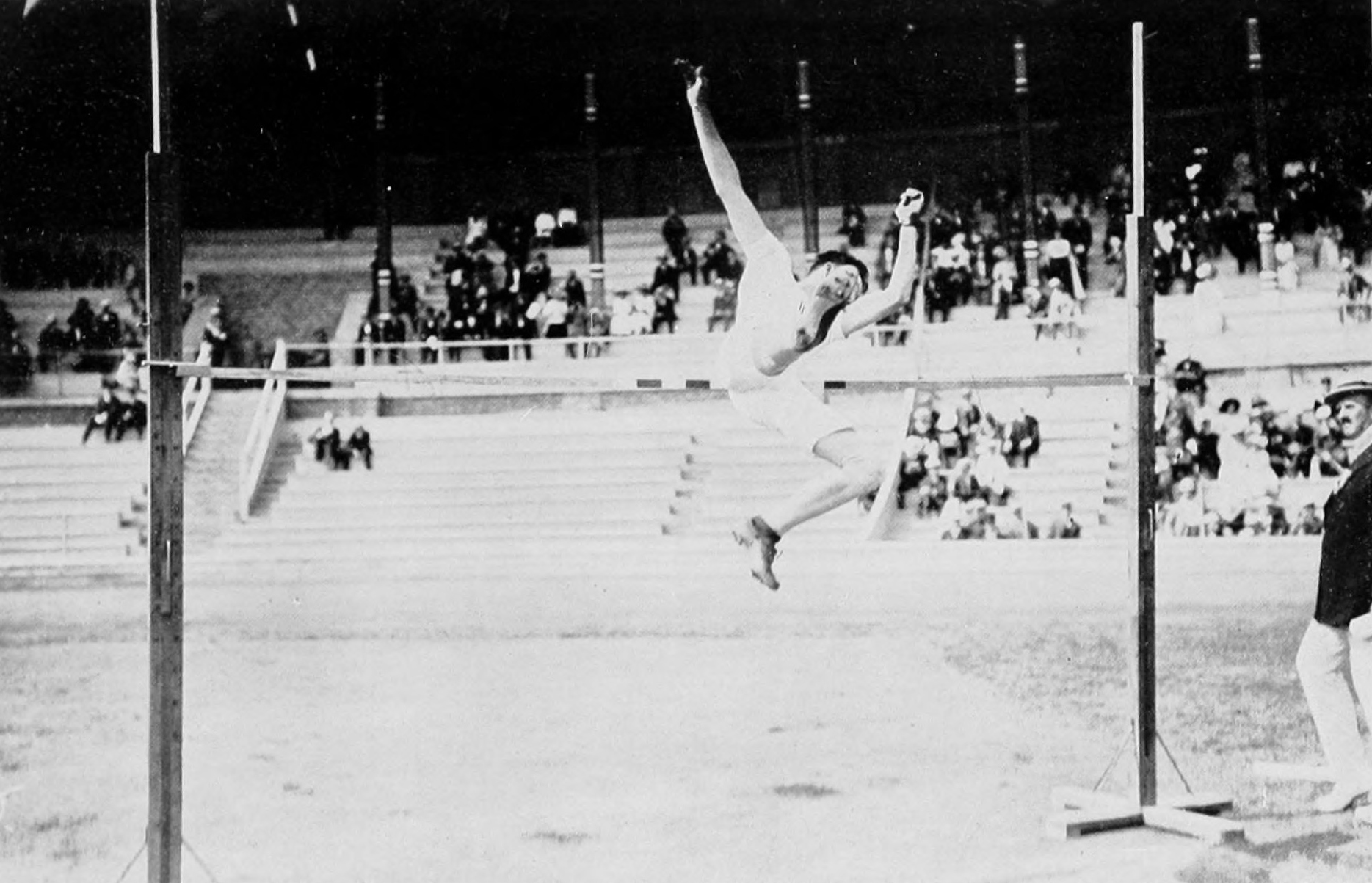
Richards bei einem seiner Versuche in Stockholm